# Cephalaria glaberrima
Cephalaria glaberrima är en tvåhjärtbladig växtart som beskrevs av Contandriopoulos och Quezel. Cephalaria glaberrima ingår i släktet jätteväddar, och familjen Dipsacaceae. Inga underarter finns listade i Catalogue of Life.